# AGS-17

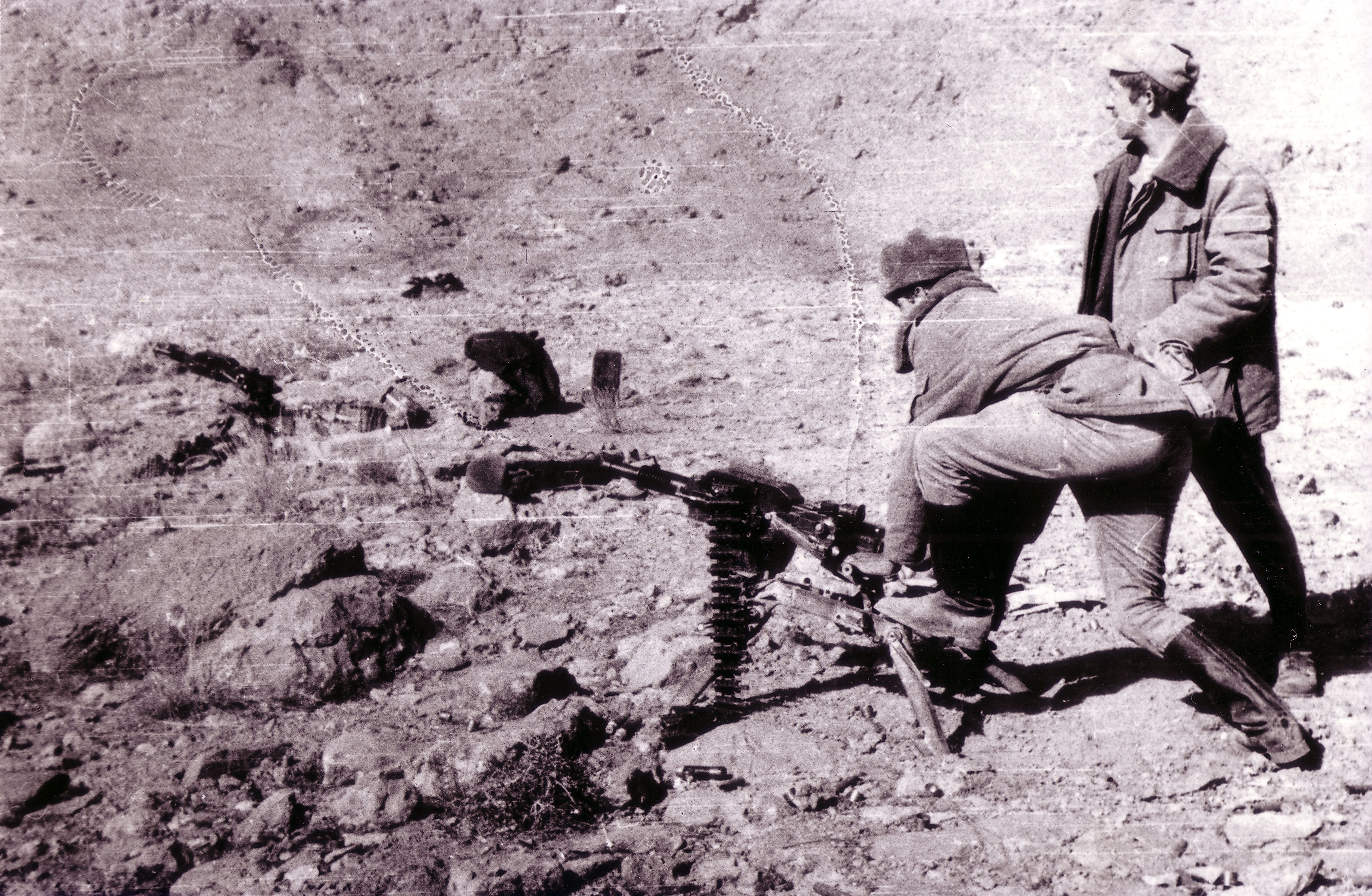
AGS-17 en Afghanistan, 1986

Le AGS-17 Plamya (en russe : Пламя, flamme) est un lance-grenades automatique de conception soviétique.

## Description
L’AGS-17 est une arme lourde de soutien d’infanterie conçue pour fonctionner à partir d’un trépied ou montée sur une installation ou un véhicule. L’AGS-17 tire des grenades de 30 mm en tirs directs ou indirects pour fournir un appui feu suppressif ou de destruction contre des cibles non blindées ou fortifiées.
L’arme utilise un mécanisme de retour de flamme pour soutenir l’opération. Les grenades sont tirées à travers un canon rayé amovible (pour réduire la contrainte du canon).
Le tambour de munitions métallique standard contient 29 grenades liées,.
Le trépied est équipé d’un engrenage de nivellement fin pour les trajectoires de tir indirect.

## Développement
Le développement de l’AGS-17 (Avtomaticheskiy Granatomyot Stankovy, en français : Lance-grenades automatique, monté) a commencé en URSS en 1965 par le bureau d'études OKB-16 (maintenant connu sous le nom de bureau d’études d’instruments KBP) situé dans la ville de Toula. Très probablement, son développement a été inspiré par le conflit frontalier sino-soviétique de 1969, ainsi que par l’expérience initiale avec plusieurs lance-grenades automatiques américains, appris des troupes vietnamiennes qui recevaient souvent le tir de ces armes.
On pensait qu’un lance-grenades automatique serait l’une des armes de soutien de l’infanterie les plus efficaces contre les attaques chinoises typiques de « vagues humaines ». Cette arme légère devait fournir à l’infanterie un appui feu à courte et moyenne portée contre le personnel ennemi et les cibles non protégées, comme les camions, les semi-chenillés, les jeeps et les nids de mitrailleuses protégés par des sacs de sable. Les premiers prototypes de la nouvelle arme sont entrés en essais en 1969, avec une production de masse commençant en 1971. Jamais utilisé contre les Chinois, l’AGS-17 a été largement utilisé et apprécié par les troupes soviétiques en Afghanistan comme arme de soutien au sol ou comme arme de véhicule sur des supports improvisés installés sur des véhicules blindés de transport de troupes et des camions.
Dans le même temps, une version aéroportée spéciale de l’AGS-17 a été développée pour être installée sur les hélicoptères de combat Mil Mi-24 « Hind ».
Il est toujours utilisé avec les forces armées de la fédération de Russie comme arme d’appui-feu direct pour les troupes d’infanterie. Il est également installé dans plusieurs supports de véhicules et tourelles ainsi que des mitrailleuses, des lance-roquettes guidés et du matériel d’observation. Une version aéroportée spéciale, l’AG-17A, a été installée sur les supports de porte de plusieurs hélicoptères de transport de combat Mil Mi-8 « Hip » et sur les pods de canon utilisés dans les derniers modèles de canonnières Mi-24 Hind. Cette arme avait une épaisse gaine en aluminium sur le canon et utilisait un support spécial et une gâchette électrique télécommandée. Il est remplacé par le lanceur AGS-30 utilisant les mêmes munitions. Cette arme ne pèse que 16 kg déchargée sur son trépied, et a une action de retour de flamme améliorée.

## Variantes
- Version d’avion à télécommande AGS-17A avec mécanisme de déclenchement électrique.
- Version montée sur véhicule à distance AGS-17D avec mécanisme de déclenchement électrique.

## RGSh-30
La société ukrainienne Precision Systems a développé une version portable miniaturisée de l’AGS-17 appelée RGSh-30 « afin de créer un lance-grenades qui pourrait répondre aux besoins des unités ukrainiennes et des forces spéciales opérant dans le Donbass ». Le RGSh-30 est conçu pour détruire les véhicules blindés,,. Il peut être porté comme un fusil d’assaut. Le RGSh-30 utilise des chargeurs plus légers, avec seulement cinq grenades VOG-17 de 30 mm.
Precision Systems prévoit de développer des versions utilisant des grenades de 20 mm, 25 mm et 40 mm.

## Munitions
L’AGS-17 tire des bandes de grenades de 30 × 29 mm dans un boîtier en acier. Deux types de munitions sont généralement tirés à partir de l’AGS-17. Le VOG-17M est la version originale de la grenade de 30 mm, qui est actuellement disponible et dispose d’une ogive à fragmentation hautement explosive. Le VOG-30 est similaire, mais contient un meilleur remplissage d’explosif et une conception de fragmentation améliorée qui augmente considérablement le rayon effectif de l'effet de souffle. Une nouvelle grenade VOG-30D améliorée a été mise en service en 2013 pour être utilisée avec les lance-grenades AGS-17 et AGS-30,
Le fabricant d’armes bulgare Arcus produit des grenades à main AR-ROG basées sur les grenades VOG-17 et UZRGM (en russe : УЗРГМ), qui est également une conception soviétique de fusée.
- VOG-17M (Hautement Explosive)
- IO-30 (HE)
- IO-30TP (Exercice)
- VOG-30 (HE)
- VOG-30D (HE)
- VUS-30 (Fumigène)

## Utilisateurs

### Actuels
- Afghanistan[19]
- Algérie
- Angola[19],[2]
- Arménie : importé
- Azerbaïdjan[20],[21]
- Bulgarie – produit localement par Arsenal AD
- Tchad[19]
- Chine : produit par Norinco sur la base d’exemplaires saisis par des groupes de moudjahidines[22],[19],[23]
- Corée du Nord[24]
- Cuba[19]
- Tchécoslovaquie[25]
- Finlande – désigné 30 KrKK AGS-17, remplacé par le Heckler & Koch GMG en 2005[26]
- Géorgie[27]
- Inde[19]
- Iran[19]
- Irak – produit sous licence[19],[23]
- État islamique[28]
- Côte d'Ivoire[29]
- Monténégro – désigné M93[19]
- Mozambique[19]
- Birmanie[30]
- Nicaragua[19]
- Russie[19]
- Serbie – désigné M93[19], produit sous licence[31]
- Sierra Leone[32]
- Soudan : utilisé par les forces armées soudanaises, certains exemplaires saisis par le Mouvement populaire de libération du Soudan - Nord[4]
- Syrie[33]
- Slovaquie[34]
- Turquie[35]
- Ukraine[36]
- Viêt Nam – Fabriqué sous licence dans l’usine Z125[37],[38], connu sous le nom industriel vietnamien de SPL-17[39]

### Anciens
- Lettonie – utilisé dans les années 1990, maintenant remplacé par le Heckler & Koch GMG[19] Mali